# Cyphophanes dryocoma
Cyphophanes dryocoma is een vlinder uit de familie van de bladrollers (Tortricidae). De wetenschappelijke naam van de soort is, als Cyphophanes dryocoma, voor het eerst geldig gepubliceerd in 1916 door Edward Meyrick.

## Type
- holotype: "male"
- instituut: BMNH, Londen, Engeland
- typelocatie: "India, Shevaroys"